# Tipula (Microtipula) palaeogama
Tipula (Microtipula) palaeogama is een tweevleugelige uit de familie langpootmuggen (Tipulidae). De soort komt voor in het Neotropisch gebied.